# Lobsang Gyatso
Lobsang Gyatso, Ngawang Lobsang Gyatso ou Ngawang Lobzang Gyamtso (1617 e 1682), foi o 5º Dalai-lama, conhecido como o Grande Quinto.
O 5º Dalai-lama é considerado grande porque unificou o Tibete, que havia sido desmembrado oito ou nove séculos antes. Foi ele quem criou uma clara estrutura de governo, segundo afirmou o 14º Dalai-lama, Tenzin Gyatso. 

## Biografia
O 5º Dalai-lama, nasceu em 1617 em Lhoka Chingwar Taktse, ao sul de Lhasa, filho de Dudul Rabten e Kunga Lhanzi.
Quando Sonam Chophel, o atendente-mor do 4º Dalai-lama, ouviu falar das capacidades excepcionais do menino Chong-Gya, foi visitá-lo e lhe mostrou objetos que pertenceram ao Dalai-lama anterior. O menino imediatamente disse que aqueles objetos lhe pertenciam. Sonam Chophel manteve a descoberta do 5º Dalai-lama em segredo por causa da situação política turbulenta. Quando as coisas se acalmaram, o 5º Dalai-lama foi levado ao monastério de Drepung, onde foi ordenado monge, pelo terceiro Panchen Lama, Lobsang Chogyal, e recebeu o nome de Ngawang Lobsang Gyatso.
O 5º Dalai-lama foi reconhecido na ocasião em que o Tibet estava atravessando uma situação política turbulenta. Entretanto, toda essa incerteza foi acalmada por Gushir Khan, o chefe dos Mongóis Qoshot. Afinal, em 1642, o 5º Dalai-lama foi entronizado no salão principal de Shigatse como o líder espiritual e político do Tibete. Em 1645, o 5º Dalai-lama reuniu-se com altos oficiais de Gaden Phodrang para tratar da construção do Palácio de Potala, na Colina Vermelha, em Lhasa, onde o 33º rei do Tibete, Songtsen Gampo, construíra um forte vermelho. No mesmo ano, iniciou-se a construção, que durou mais de quarenta e três anos.
Em 1649, Sunzhi, o imperador Manchu, convidou o 5º Dalai-lama para visitar Pequim. Quando chegou à província chinesa de Ningxia, foi recebido pelo ministro do imperador e o comandante militar que veio com uma cavalaria de três mil pessoas para acompanhar o líder tibetano. O próprio imperador veio de Pequim para recebê-lo em um lugar chamado Kothor. Na capital chinesa, o Dalai-lama hospedou-se no Palácio Amarelo, construído para ele pelo imperador. Quando o imperador oficialmente encontrou-se com o Dalai-lama, os dois trocaram títulos. Em 1653, o Dalai-lama retornou ao Tibet.
Gushir Khan morreu em 1655, assim como Sonam Chophel, o “Desi”. O Dalai-lama nomeou o filho de Gushir Khan, Tenzin Dorje, como o novo rei mongol, e Drong Me-Pa Thinle Gyatso sucedeu este último no cargo de Desi. Quando o imperador manchu morreu em 1662, seu filho, K’ang-si, ascendeu ao trono manchu. No mesmo, ano morreu o Panchen Lama com noventa e um anos. Em 1665, depois de uma petição do monastério de Tashi Lhunpo, o Dalai-lama reconheceu um menino da região de Tsang como a reencarnação do Panchen Lama e deu a esse menino o nome de Lobsang Yeshi.
O 5º Dalai-lama foi um grande erudito, muito versado em sânscrito. Escreveu muitos livros, inclusive um de poesias. Estabeleceu também duas instituições educacionais, uma para oficiais leigos e outra para monges, onde aprendiam mongol, sânscrito, astrologia, poesia e administração. Foi um homem de poucas palavras, porém  influenciou governantes além das fronteiras do Tibete. Em 1682, com 65 anos, morreu antes de completar a construção do Palácio de Potala, mas não antes de confiar a responsabilidade da construção a Sangye Gyatso, o novo Desi, a quem pediu que mantivesse sua morte em segredo por algum tempo.